# 서울 홍제동 오층석탑
서울 홍제동 오층석탑(-- 弘濟洞 五層石塔)은 국립중앙박물관에 있는 고려시대의 석탑이다. 1963년 1월 21일 대한민국의 보물 제166호로 지정되었다.

## 원래 위치
원래는 정종 11년(1045)에 창건된 사현사지(沙峴寺址)에 있었던 것으로 추정하는 서울특별시 서대문구 홍제동에 있었으나 시가지 확장에 따라 1970년에 경복궁 경내로 옮겨졌다가, 1996년에 현재의 위치인 국립중앙박물관 정원으로 옮겨지게 되었다.
이 탑이 서 있었던 사찰명과 창건연대에 대해서는 경기도 안성 칠장사(七長寺) 혜소국사탑비(慧炤國師塔碑, 보물 제488호)의 비문에 의하여 밝혀지게 되었다. 이 비문에 의하여 이 탑이 있던 곳이 사현사터임을 알 수 있게 되었고, 창건 연대 또한 을유세(乙酉歲)를 고려 정종(靖宗) 11년, 즉 1045년으로 비정할 수 있게 되어 이 석탑을 사현사 창건 당시 함께 조성된 것으로 추정하고 있다.

## 현재 모습
현재 기단부가 없고 탑신부 5층만 남아있다. 옮겨질 당시부터 기단부가 없이 자연석으로 탑신을 지탱하고 있었다고 하는데, 탑에서 기단부가 차지하는 비중을 생각해 볼 때 처음부터 없었던 것은 아니고 아마 후대의 개수로 인해 그렇게 된 것이 아닌가 한다.
탑신부는 옥신과 옥개석이 각각 하나의 돌로 구성되어 있다. 전체적으로는 일반형 석탑의 수법을 따르고 있지만, 세부적으로는 많은 차이를 보이고 있다. 초층 옥신석은 다른 옥신석과는 달리 양쪽의 우주뿐만 아니라 아무런 조각도 찾아볼 수 없으며, 비례면에서도 다른 층들과 전혀 맞지 않고 있다. 이는 기단부가 변형될 때 후대에 보수된 것이 아닌가 한다. 2층부터 5층까지는 모두 동일한 수법을 보이고 있다.
각 층의 옥신에는 모두 우주가 모각되어 있으며, 그 사이 탱주가 하나씩 마련되어 있고, 그 탱주로 인해 2분된 각 면에는 마치 네모난 벽 테두리 또는 문비로 보이는 네모난 액자형이 표시되어 있다. 일반석탑에서는 양 우주만을 모각하고 있는 것에 비해서는 아주 특이한 수법이라 할 수 있다.
그리고 각층 옥신석 밑에는 같은 돌로 만들어진 넓은 방좌(方座)가 끼워져 있는데, 마치 옥신굄석을 놓은 듯하다. 이와 같은 방좌의 양식은 강릉 신복사지 삼층석탑이나 남원 만복사지 오층석탑에서 볼 수 있듯이 고려시대부터 생겨난 양식으로 고려시대 석탑의 한 특징이라 할 수 있다. 특히 2층 탑신의 방좌 하부에서는 호형(弧形)과 각형(角形) 굄에 몰딩 수법이 보이고 있고, 그 이상은 약식화 된 모습이 보인다. 그리고 전체적으로 탑신의 폭이 윗면이 좁고, 밑면이 넓은 차이를 보이고 있는데 이는 실제의 목조건물에서 보이는 것으로, 목조건축을 모방하려는 의도로 볼 수 있다.
옥개석은 각층이 모두 평박하여 넓은 편에 속하고, 낙수면이 완만하여 중후한 느낌을 준다. 추녀는 두껍고 수평으로 전개되다가 전각부에 이르러서는 심한 반전을 보이고 있고, 이에 합각선도 반전을 보여 중후하면서도 경쾌한 느낌을 주고 있다. 옥개석 하면의 받침부에는 2층 옥신굄돌에서와 같이 각형(角形)과 원호(圓弧)로 된 받침이 있어 층단을 이룬 일반형 석탑에서의 옥개받침과는 다른 면을 보여주고 있어 주목된다. 그러나 이것은 1층에서 3층까지는 같은 수법을 보이고 있지만, 4층과 5층에서는 간략화되어 있다. 정상의 낙수면의 경사는 매우 완만하여 우동형(隅棟形)은 거의 수평이다.
상륜부는 모두 없어지고 후에 보충한 둥근 보주만이 올려져 있는 상태이다.
한편 제5층 옥개석 윗면 중앙에는 한 변 길이 9cm, 깊이 5.4cm의 방형의 찰주공이 있는데, 이 찰주공은 4층 옥개석까지 뚫려 있다. 또한 5층 옥개석 네 귀의 전각 위에는 각각 가로 1.5cm, 세로 2.5cm, 깊이 2cm의 장방형 구멍이 하나씩 있어 원래는 금속제의 상륜이 있었던 것이 아닌가 추정하고 있다.